# Hanna Makurat-Snuzik
Hanna Makurat-Snuzik – profesorka Uniwersytetu Gdańskiego i wykładowczyni Uniwersytetu WSB Merito w Gdańsku i we Wrocławiu, doktor habilitowana nauk humanistycznych z zakresu językoznawstwa (2019), uzyskała stopień doktora w dwóch dyscyplinach: językoznawstwo (2012) i filozofia (2024). Polska poetka, tłumaczka, językoznawczyni, badaczka sztucznej inteligencji, filozofka, etyczka AI, badaczka przekładu, anglistka, slawistka, poliglotka, badaczka języka kaszubskiego, szkoleniowiec kadry dydaktycznej.

## Życiorys
Absolwentka czterech filologii (polonistyki, anglistyki, slawistyki, rusycystyki) i filozofii.
Opublikowała ponad 150 artykułów naukowych z zakresu lingwistyki i filozofii. Obecnie prowadzi interdyscyplinarne badania naukowe nad sztuczną inteligencją, łączące filozofię i lingwistykę oraz etyczne zastosowania narzędzi SI w dydaktyce, badaniach naukowych i przekładzie. Inne prace badawcze podejmowane dotychczas przez Hannę Makurat-Snuzik dotyczyły m.in. przekładoznawstwa, związków filozofii i przekładu, dydaktyki, bilingwizmu, a także kaszubszczyzny.
Autorka pierwszej w historii pracy doktorskiej napisanej po kaszubsku, obronionej w 2011 r., a także pierwszej pracy magisterskiej napisanej po kaszubsku. Napisała również książkę Gramatika kaszëbsczégò jãzëka, będącą pierwszym normatywnym opracowaniem gramatycznym współczesnej kaszubszczyzny standardowej.  Druga rozprawa doktorska Hanny Makurat-Snuzik pt. Przekład w relacji do tekstu wyjściowego i do rzeczywistości pozajęzykowej. Wybrane ontologiczne i epistemologiczne aspekty tłumaczenia, obroniona w dyscyplinie filozofia w 2024 r., dotyczy filozoficznych aspektów przekładu.
Była ekspertem Ministerstwa Edukacji Narodowej (2016–2017), współpracownikiem Centralnej Komisji Egzaminacyjnej w Warszawie (2009–2020),egzaminatorką na państwowych egzaminach certyfikatowych z języka polskiego jako obcego (2028–2022); w 2021 r. została wpisana na listę egzaminatorów uprawnionych do pełnienia funkcji przewodniczących komisji egzaminacyjnych na egzaminach certyfikatowych z języka polskiego jako obcego.
Zajmuje się też edukacją akademicką i tutoringiem, a także etycznym wykorzystywaniem sztucznej inteligencji w dydaktyce. Prowadzi szkolenia dla kadry dydaktycznej w Centrum Doskonalenia Dydaktycznego i Tutoringu UG. 
Prowadziła wykłady gościnne na wielu uczelniach w kraju i za granicą, m.n. na Uniwersytecie w Breście, na Uniwersytecie Friedricha Schillera w Jenie,  na Uniwersytecie w Lipsku, na Uniwersytecie Karola w Pradze.
Członek Polskiego Towarzystwa Językoznawczego, Towarzystwa Miłośników Języka Polskiego i Instytutu Kaszubskiego.

Autorskie i współautorskie książki naukowe
Hanna Makurat-Snuzik (2019), Problemy przekładu na język zdominowany. Obcość w tłumaczeniu rozpatrywana w kontekście nierównej pozycji języka wyjściowego i docelowego. Na przykładzie translacji dzieł literatur słowiańskich na język kaszubski, Gdańsk: Wydawnictwo Uniwersytetu Gdańskiego.
Adela Kożyczkowska, Hanna Makurat, Renata Mistarz, Tomasz Rembalski (2017), Teoretyczne konteksty edukacji kaszubskiej z programem nauczania, Gdynia: Region.
Hanna Makurat (2016), Gramatika kaszëbsczégò jãzëka, Gdańsk: Zrzeszenie Kaszubsko-Pomorskie.
Hanna Makurat (2014), Interferencjowé przejinaczi w gôdce bilingwalny spòlëznë Kaszub, Gdańsk: Instytut Kaszubski.
Twórczość artystyczna
Poetka i dramatopisarka, autorka tomików wierszy, laureatka stypendiów dla twórców kultury i konkursów literackich. Tłumaczka literatury z języków słowiańskich na kaszubszczyznę (z języka rosyjskiego, serbskiego, słoweńskiego i polskiego). W 2009 r. wyszło drukiem jej tłumaczenie Dramatów Lecha Bądkowskiego, a w 2011 przekład Ślubu Witolda Gombrowicza (kaszub. Zdënk).
Tomiki wierszy
Hanna Makurat (2016), Intymne monologi. Mònolodżi intimné, Gdańsk, Zrzeszenie Kaszubsko-Pomorskie.
Hanna Makurat (2011), Testameńtë jimaginacji, Kartuzy, Oficyna Czec.
Hanna Makurat (2010), Chléw, Gdynia, Wydawnictwo Region.
Nagrody
W 2022 r. otrzymała Medal Lecha Bądkowskiego, w 2017 - nagrodę "Skra Ormuzdowa". W 2007 r. zwyciężyła w konkursie na najlepszego studenta Trójmiasta Primus Inter Pares, w 2009 r. dostała nagrodę Studenckiego Nobla. W roku akademickim 2005/2006 – prezes Klubu Studenckiego Pomorania.